# Raphidim

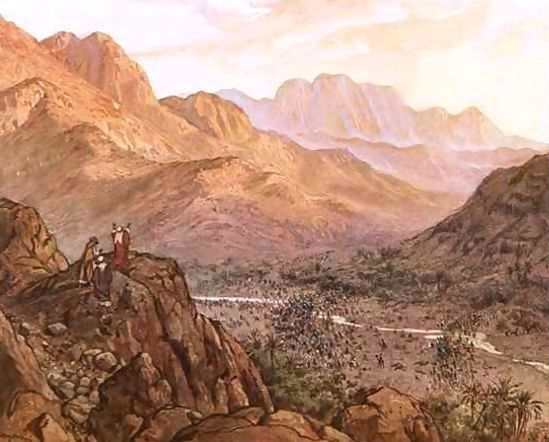
Moïse à la bataille de Raphidim, tableau de William Hole (1846-1917)

Raphidim ou Rephidim (en hébreu רפידים) est un lieu de l'Arabie pétrée, cité dans la Bible et situé à peu de distance du mont Horeb. 
Ce fut là que les Hébreux, après avoir quitté l’Égypte sous la conduite de Moïse lors de l'Exode, établirent leur onzième campement (« … et ils campèrent à Rephidim, où le peuple ne trouva point d’eau à boire »). Moïse y fit jaillir l'eau d'un rocher. Les Amalécites y furent vaincus par Josué.

## Localisation

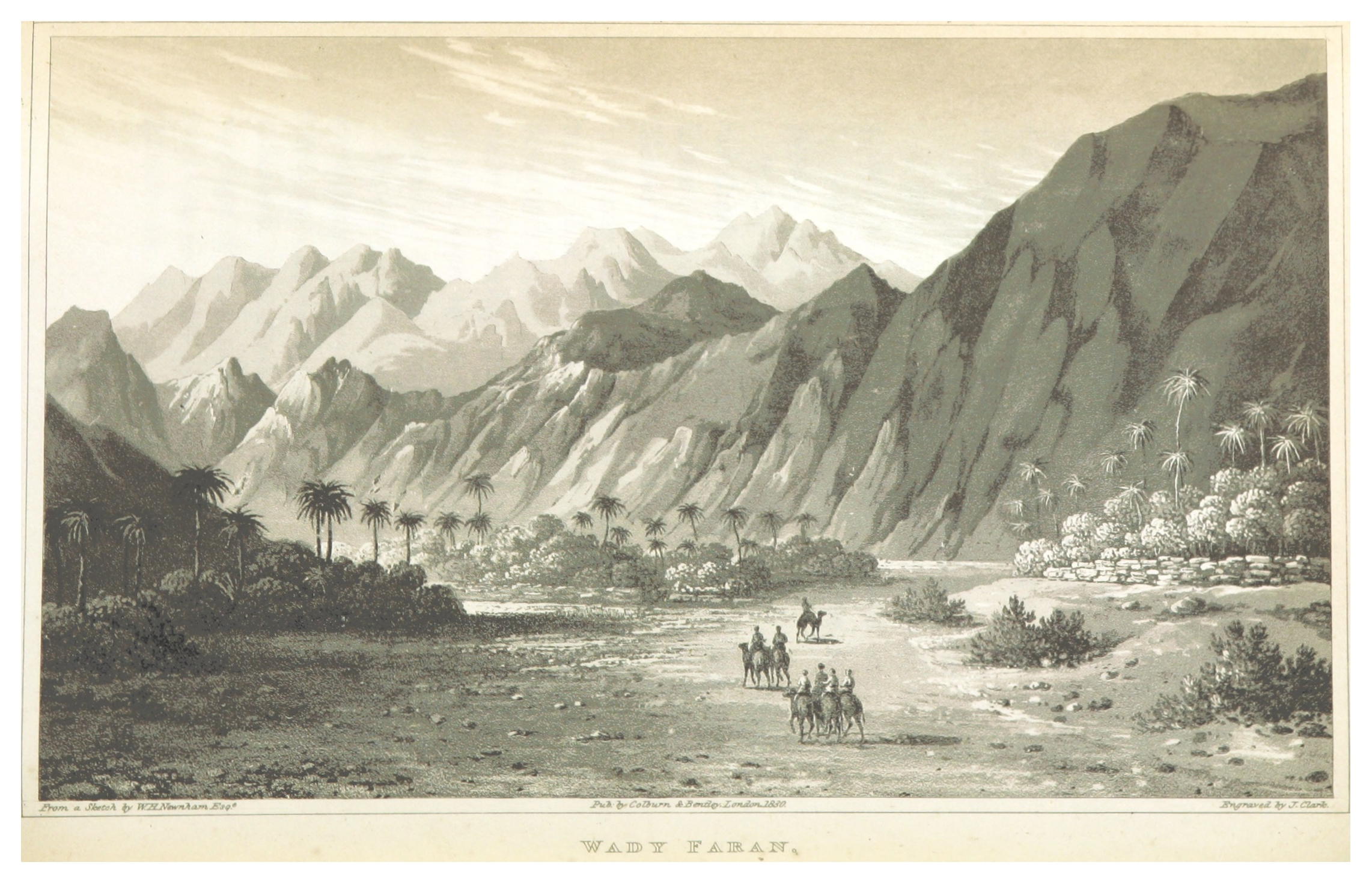
Le Wadi Feiran (1830)

Le site n'a pas été identifié avec certitude. Le bibliste James K. Hoffmeier (en) place Rephidim dans le Wadi Feiran (en), dans le sud du Sinaï.